# Eristalinus cressoni
Eristalinus cressoni är en tvåvingeart som först beskrevs av Hull 1941.  Eristalinus cressoni ingår i släktet slamflugor, och familjen blomflugor. Inga underarter finns listade i Catalogue of Life.